# Kaagerpolder
Kaagerpolder, auch Kagereiland, ist eine Insel der niederländischen Provinz Südholland im See Kagerplassen. Verwaltungsmäßig gehört sie zur Gemeinde Kaag en Braassem.
Auf der Insel liegt das Dorf Kaag. Ort und Insel befinden sich etwa 8 km nordöstlich von Leiden. Die Insel ist nur mit einer Fähre zu erreichen. 